# 켈리 크리스틴 오하라
켈리 크리스틴 오하라(Kelli Christine O'Hara, 1976년 4월 16일 ~ )는 미국의 연극 배우, 가수이다.

## 출연 작품
- 눈부신 세상 끝에서, 너와 나 - 셜리 역